# Epitettix punctatus
Epitettix punctatus är en insektsart som beskrevs av Hancock, J.L. 1907. Epitettix punctatus ingår i släktet Epitettix och familjen torngräshoppor. Inga underarter finns listade i Catalogue of Life.